# Levantamento de peso nos Jogos Pan-Americanos de 1963
As competições de levantamento de peso nos Jogos Pan-Americanos de 1963 foram realizadas em São Paulo, Brasil. Esta foi a quarta edição do esporte nos Jogos Pan-Americanos, tendo sido disputado apenas entre os homens.

## Masculino

### Até 56 kg
| POSIÇÃO | FINAL                    |
| ------- | ------------------------ |
|         | Martin Dias (GUY)        |
|         | Hector Curiel (AHO)      |
|         | Gary Hanson (USA)        |
| 4.      | Fernando Bacz (PUR)      |
| 5.      | Yok Sun Tan (CAN)        |
| 6.      | Valdomiro Pessanha (BRA) |
| 6.      | Arnaldo Moncada (ECU)    |

### Até 60 kg
| POSIÇÃO | FINAL                   |
| ------- | ----------------------- |
|         | Isaac Berger (USA)      |
|         | Pedro Serrano (PUR)     |
|         | Idelfonso Lee (PAN)     |
| 4.      | Winstone Bourne (BAR)   |
| 5.      | Mauro Alaniz (MEX)      |
| 6.      | Francisco Sanchez (VEN) |
| 7.      | Gleide Morriz (TRI)     |
| 8.      | Ezequiel Pascual (ARG)  |
| 9.      | Paulo Quero (BRA)       |
| 10.     | Ramon Valverde (ECU)    |

### Até 67,5 kg
| POSIÇÃO | FINAL                |
| ------- | -------------------- |
|         | Anthony Garcy (USA)  |
|         | Rudy Monk (AHO)      |
|         | Roudolph Cox (BAR)   |
| 4.      | Vitor Pagan (PUR)    |
| 5.      | Hugo Gittens (TRI)   |
| 6.      | Frank McGregor (PAN) |
| 7.      | Luiz Almeida (BRA)   |

### Até 75 kg
| POSIÇÃO | FINAL                      |
| ------- | -------------------------- |
|         | Joseph Puleo (USA)         |
|         | José Manuel Figueroa (PUR) |
|         | Pierre St.-Jean (CAN)      |

### Até 82,5 kg
| POSIÇÃO | FINAL                |
| ------- | -------------------- |
|         | Tommy Kono (USA)     |
|         | Fortunato Ryna (AHO) |
|         | Michel Lipari (CAN)  |

### Até 90 kg
| POSIÇÃO | FINAL             |
| ------- | ----------------- |
|         | Bill March (USA)  |
|         | José Flores (AHO) |
|         | John Lewis (CAN)  |

### Mais de 90 kg
| POSIÇÃO | FINAL                |
| ------- | -------------------- |
|         | Sydney Henry (USA)   |
|         | Brandon Bailey (TRI) |
|         | Bèto Adriana (AHO)   |